# Камелов, Диас Бакытович
Диас Бакытович Камелов (каз. Диас Бақытұлы Кәмелов; 29 мая 1981, Джамбул) — казахстанский футболист, полузащитник.

## Карьера

### Клубная
Профессиональная карьера Камелова началась в его родном городе, где он подписал контракт с «Таразом» в 1997 году. C этой командой он участвовал в первенстве Казахстана до конца чемпионата 2000 года.
После этого он перешёл в «Атырау», где он провёл два сезона.
Перед сезоном 2003 года Камелов присоединяется к павлодарскому «Иртышу» и выигрывает с ним свой первый чемпионат страны. Поиграв в «Иртыше» ещё один сезон, он переходит в костанайский «Тобол».
Однако, проведя в Тоболе только половину сезона, он переходит в столичный «Женис», с которым завоевывает кубок Казахстана. В следующем сезоне с этой же командой он побеждает в чемпионате 2006 года. После победы в чемпионате он на один сезон переходит в шымкентский «Ордабасы», а по окончании сезона он завершает свою карьеру.

### Сборная
С 2004 года Камелов вызывался в состав национальной сборной Казахстана. В частности он принимал участие в матчах отборочного турнира к чемпионату мира 2006 года.
В общей сложности Диас Камелов сыграл 7 игр за сборную Казахстана.